# تری اسپرونس
پرستون لی "تری" اسپرونس (انگلیسی: Trey Spruance؛ زادهٔ ۱۴ اوت ۱۹۶۹) یک موسیقی‌دان اهل ایالات متحده آمریکا است. وی از سال ۱۹۸۵ میلادی تاکنون مشغول فعالیت بوده‌است.